# ألكسندر دورن
ألكسندر دورن (بالألمانية: Alexander Dorn)‏ (و. 1833 – 1901 م) هو موزع (موسيقى)، وملحن، ومعلم موسيقى، وعازف بيانو ألماني، ولد في ريغا، يستخدم آلات بيانو، توفي في برلين، عن عمر يناهز 68 عاماً.